# District de Mulanje
Mulanje est un district du Malawi.